# Working Classical
Working Classical es el decimotercer álbum de estudio del músico británico Paul McCartney, el tercero de música clásica, publicado por la compañía discográfica EMI Classics en noviembre de 1999.

## Historia y Publicación
El álbum, publicado apenas un mes después del álbum Run Devil Run y dos años después de su anterior trabajo de música clásica, Standing Stone, está compuesto por canciones de McCartney en un contexto sinfónico. McCartney también compuso varias piezas musicales para el proyecto, tituladas «Haymakers», «Midwife», «Spiral» y «Tuesday». Además, incluye una nueva grabación de «A Leaf», canción publicada originalmente en 1995 como sencillo.
McCartney contó con la colaboración para el proyecto de la Orquesta Sinfónica de Londres y el Loma Mar Quartet, con arreglos orquestrales de Richard Rodney Bennett y Jonathan Tunick. El título del proyecto es un juego de palabras con la frase «working class» (en español: clase obrera), en el sentido de que McCartney, a pesar de su prestigio como músico, sigue manteniendo con orgullo sus raíces de Liverpool.
Publicado en noviembre de 1999, Working Classical fue bien recibido por la crítica especializada, aunque a diferencia de sus anteriores trabajos clásicos, no entró en la lista estadounidense Billboard 200. Después de Working Classical, McCartney volvió a realizar trabajos de música clásica en Ecce Cor Meum (2006) y Ocean's Kingdom (2011).

## Lista de canciones
Todas las canciones escritas y compuestas por Paul McCartney. 
| N.º | Título                                                       | Duración |  |
| 1.  | «Junk» (Del álbum McCartney)                                 | 2:49     |  |
| 2.  | «A Leaf» (Publicada como sencillo en 1995)                   | 11:08    |  |
| 3.  | «Haymakers» (Canción inédita)                                | 3:33     |  |
| 4.  | «Midwife» (Canción inédita)                                  | 3:34     |  |
| 5.  | «Spiral» (Canción inédita)                                   | 10:02    |  |
| 6.  | «Warm and Beautiful» (Del álbum Wings at the Speed of Sound) | 2:31     |  |
| 7.  | «My Love» (Del álbum Red Rose Speedway)                      | 3:48     |  |
| 8.  | «Maybe I'm Amazed» (Del álbum McCartney)                     | 2:04     |  |
| 9.  | «Calico Skies» (Del álbum Flaming Pie)                       | 1:52     |  |
| 10. | «Golden Earth Girl» (Del álbum Off the Ground)               | 1:57     |  |
| 11. | «Somedays» (Del álbum Flaming Pie)                           | 3:05     |  |
| 12. | «Tuesday» (Canción inédita)                                  | 12:27    |  |
| 13. | «She's My Baby» (Del álbum Wings at the Speed of Sound)      | 1:47     |  |
| 14. | «The Lovely Linda» (Del álbum McCartney)                     | 0:56     |  |